# Yihezhuang
Yihezhuang (in cinese: 义和庄站S, Yìhézhuāng zhànP) è una stazione della linea Daxing della metropolitana di Pechino. La stazione è entrata in funzione in concomitanza dell'inaugurazione dell'intera linea Daxing, avvenuta il 30 dicembre 2010.

## Posizione
La stazione di Yizhuang è situata lungo Xinyuan Street, nel distretto di Daxing.

## Struttura e impianti
La stazione di Yihezhuang è organizzata in due piani sotterranei. Al primo piano interrato è disposto l'atrio della stazione, mentre al secondo piano interrato sono stati costruiti i binari con una banchina centrale. La stazione dispone di quattro accessi, indicati con le lettere A, B, C e D. L'ingresso D è accessibile ai portatori di disabilità motorie tramite un ascensore.

## Servizi
La stazione dispone di:
- Accessibilità per portatori di handicap (solo uscita B)
- Ascensore (solo uscita B)
- Scale mobili
- Emettitrice automatica biglietti
- Servizi igienici
- Sportello automatico
- Distributori automatici
- Stazione video sorvegliata
- Ufficio polizia

### Orari
Dal 30 dicembre 2010 la linea Daxing condivide il percorso con la Linea 4; dalla stazione di Yihezhuang si operano i servizi come segue:
- Un servizio che copre l'intera tratta, da Anheqiao Nord, da dove inizia la Linea 4, fino a Tiangongyuan, capolinea della Linea Daxing.[5]
- Un servizio ridotto che copre l'intera Linea 4 al quale si aggiunge la fermata Xingong della Linea Daxing, la prima stazione della Linea Daxing, quindi offrendo corse da Anheqiao Nord a Xingong. I passeggeri che intendono proseguire verso sud devono scendere e cambiare binario in direzione Tiangongyuan.[6]

La prima corsa direzione Anheqiao Nord parte tutti i giorni alle 5:10 da Yihezhuang, mentre l'ultima alle 22:50. In direzione opposta, il primo treno per Tiangongyuan effettua servizio alle 6:15 mentre l'ultimo alle 23:52.

### Tariffazione
Dalla stazione di Yihezhuang la tariffazione parte da un prezzo di ¥3 (circa €0,40), a seconda della distanza di viaggio totale da percorrere, fino a un massimo di ¥7 (circa €1). Se si usa la carta dei trasporti, il prezzo viene scontato del 20% per le corse dopo una spese di ¥100 (circa €13) in un mese solare, del 50% per le corse dopo i ¥150 (circa €20) di spesa e superati i ¥400 di spesa (circa €52) non ci saranno ulteriori sconti.

## Interscambi
- Fermata autobus